# 김주황
김주황(1972년 12월 28일 ~ )은 대한민국의 배우이다.

## 학력
- 한국폴리텍대학 정보통신설비학과

## 출연 작품

### 영화
- 《어린 의뢰인》 (2019년) - 지구대장 역
- 《기억의 밤》 (2017년) - 사건현장 형사 2 역
- 《왕을 참하라》 (2017년) - 감의향 역
- 《프리즌》 (2017년) - 경찰간부 역
- 《고산자, 대동여지도》 (2016년) - 목공 4 역
- 《덕혜옹주》 (2016년) - 황실 사진사 역
- 《레나》 (2016년) - 성구 역
- 《뷰티 인사이드》 (2015년) - 우진49 역[2]
- 《제4 이노베이터》 (2014년) - 김 전무 역
- 《명량》 (2014년) - 조선수군 판옥선 장수 역
- 《역린》 (2014년) - 왕대비전내관 2 역
- 《리부트》 (2013년) - 니시자카 유타카 역
- 《화이: 괴물을 삼킨 아이》 (2013년) - 1호선 형사들 역
- 《26년》 (2012년) - 수호파 덩치들 역
- 《주유소 습격사건》 (1999년)
- 《카라》 (1999년)

### 드라마
- 《미스터 션샤인》 (2018년, tvN)
- 《쓸쓸하고 찬란하神 - 도깨비》 (2016년, tvN)
- 《불어라 미풍아》 (2016년, MBC)
- 《38사기동대》 (2016년, OCN)
- 《옥중화》 (2016년, MBC)
- 《착하지 않은 여자들》 (2015년, KBS2) - 의사 역
- 《당신만이 내사랑》 (2015년, KBS1) - 봉달 친구 역
- 《신의 퀴즈 4》 (2014년, OCN) - 주치의 역
- 《일편단심 민들레》 (2014년, KBS2) - 미행남 역
- 《황금 무지개》 (2013년, MBC) - 형사 역
- 《아이리스 2》 (2013년, KBS2) - 북한 호위부 장교 역
- 《메이퀸》 (2012년, MBC) - 경찰관 역
- 《드라마의 제왕》 (2012년, SBS) - 열쇠수리공 역
- 《별도 달도 따줄게》 (2012년, KBS1) - 식품조리사 역
- 《웃어요, 엄마》 (2010년, SBS)
- 《매리는 외박중》 (2010년, KBS2)
- 《사랑하길 잘했어》 (2010년, KBS2)
- 《역전의 여왕》 (2010년, MBC)
- 《동이》 (2010년, MBC)
- 《사랑해 당신을》 (1999년, MBC)
- 《국희》 (1999년, MBC)
- 《고스트》 (1999년, SBS)
- 《젊은 태양》 (1999년, SBS)[3]
- 《왕초》 (1999년, MBC)
- 《장미와 콩나물》 (1999년, MBC)
- 《우리가 정말 사랑했을까》 (1999년, MBC)
- 《왕과 비》 (1998년, KBS1)

### 연극
- 《지평선 너머》 (2015년) - 메이오 역
- 《발칙한 동거 세번의 키스》 (2012년) - 포차사장 역